# Jeff Koons
Jeff Koons (* 21. ledna 1955, York, Pensylvánie, USA) je americký umělec, známý především svými obrovskými zvětšeninami banálních předmětů – například zvířecími postavičkami z nafukovacích balonků, reprodukovanými v pestrobarevné leštěné nerezové oceli. Koonsovy práce se prodávají za značné sumy. Cena přes 25 milionů dolarů za jednu z jeho Balonkových květin byla v roce 2013 dokonce nejvyšší, za jakou kdy bylo vydraženo dílo dosud žijícího umělce. Názory kritiků jsou ale často protichůdné. Někteří jej uznávají jako objevitele nových možností a postavu dalekosáhlého významu, jiní naopak považují jeho práce za pouhý kýč, primitivní a propagující pouze sebe samé. On sám tvrdí, že jeho díla nemají žádné skryté významy.

## Život a dílo

### Mládí a rané práce
Narodil se ve městě York v Pensylvánii. Jeho otec Henry Koons vlastnil obchod s bytovými doplňky, rodina matky Glorie se angažovala v obchodu a komunální politice. Jeff jako dítě získával kapesné podomním prodejem dárkového balicího papíru a sladkostí. Už v dětství se u něj projevovalo výtvarné nadání. V roce 1963 vystavil jeho otec ve výkladu svého obchodu reprodukce obrazů starých evropských mistrů, které Jeff namaloval.
V letech 1972–1974 studoval umění a design na Maryland Institute College of Art v Baltimore, kde v roce 1976 získal titul bakalář umění. V té době už ale žil v Chicagu, kde studoval v School of the Art Institute of Chicago. V době studií v Baltimore natolik obdivoval Salvadora Dalího, že se roku 1974 za ním vypravil do hotelu St. Regis v New Yorku. V Chicagu patřili k jeho učitelům Ed Paschke (1939–2004), Karl Wirsum (* 1939) a Jim Nutt (* 1938).
Po studiích ho uchvátil New York se svou bohatou kulturní scénou a kluby. Obdivoval Patti Smith a spřátelil se s Julianem Schnabelem. V letech 1977–1979 pracoval v Muzeu moderního umění v oddělení komunikace s veřejností. Pak byl zaměstnaný na Wall Street jako realitní makléř a zároveň se věnoval umělecké tvorbě. Jeho první sérií byli Inflatables (Nafukovací). Jednalo se o nafukovací hračky, např. zajíce nebo květiny, připevněné pod různými úhly k zrcadlům. Koncem 70. let vytvořil sérii objektů později nazvanou Pre-New. Jednalo se o domácí spotřebiče, nejčastěji vysavače, umístěné v osvětlených skříňkách a připevněné na zdi.
V 80. letech začal být uznávaným výtvarníkem. Na počátku byla jeho první samostatná výstava v The New Museum of Contemporary Art v New Yorku v roce 1980 s názvem The New (Nové), které rozvíjelo postupy z konce 70. let. V roce 1982 se však musel na půl roku vrátit k rodičům do Sarasoty na Floridě. Neměl dostatečné příjmy na život v New Yorku a také se snažil získat prostředky na výrobu další série, kterou zamýšlel. Jednalo se o Equilibrium (Rovnováha). To byla akvária, v nichž plavaly basketbalové míče a bronzové odlitky sportovního náčiní. Koons spolupracoval s renomovanými fyziky, aby dosáhl efektu, kdy částečně ponořené míče zůstávají nehnutě ve vzájemně symetrické poloze. Tyto jeho rané práce měly podobu konceptuálních objektů, příkladem je Three Ball 50/50 Tank z roku 1985, představující tři basketbalové míče napůl ponořené ve vodě a zatavené ve skleněném boxu.

V roce 1986 přišel Koons s další sérií nazvanou Luxury and Degradation (Luxus a degradace), kterou vystavil v galerii International With Monument v New Yorku. Jejím obsahem byly předměty každodenní potřeby in natura a jejich malířská zobrazení, které znázorňují představy o luxusu různých společenských tříd. V témže roce uzavřel smlouvu s Ileanou Sonnabend (1914–2007), která se stala jeho galeristkou na dalších dvacet let. V roce 1987 Koons definitivně vstoupil do povědomí uměleckého světa.

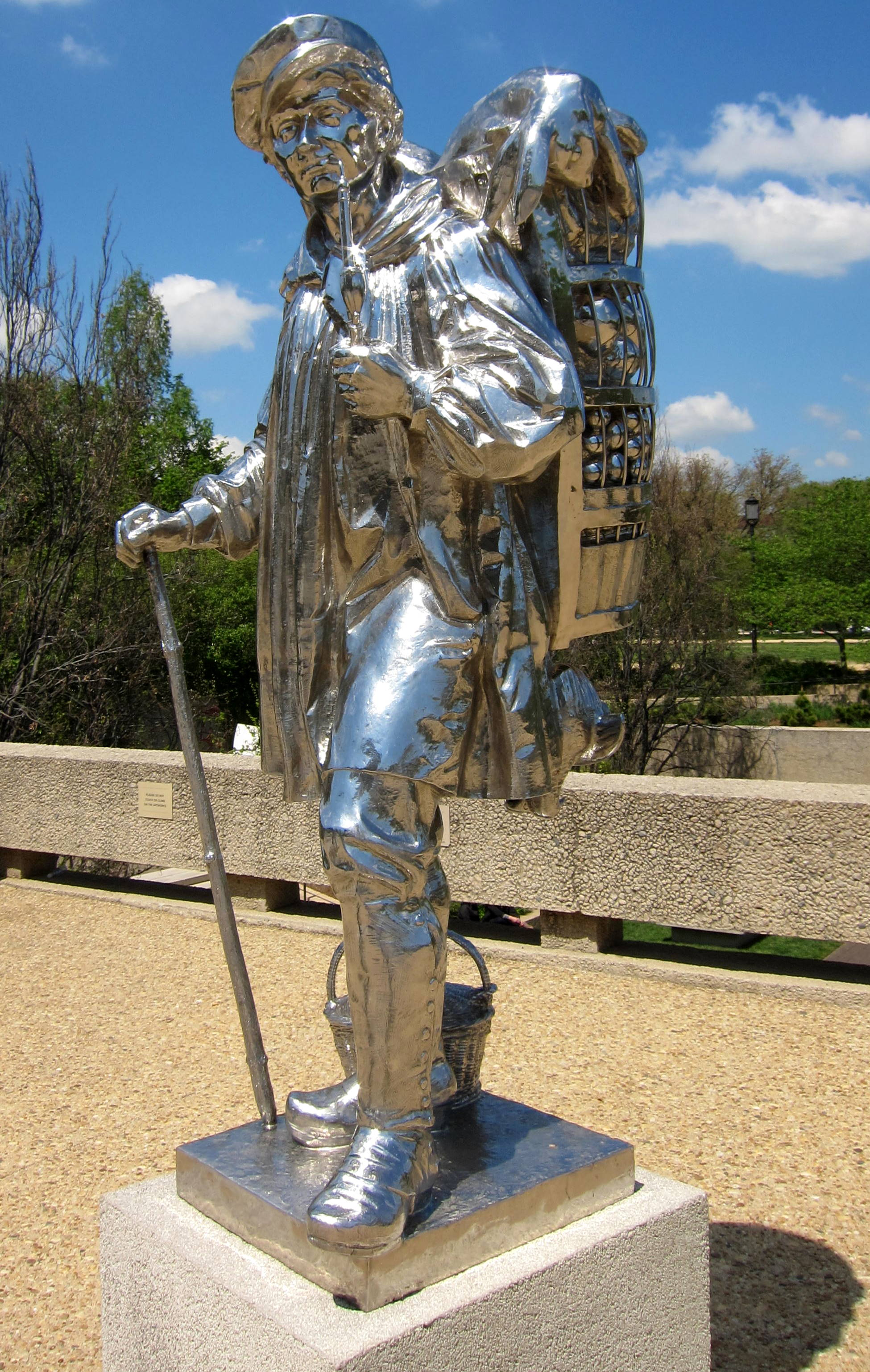
Kiepenkerl

 Jeho ikonické dílo Rabbit (Králík), vyrobené z nerezové oceli, bylo použité na obálku katalogu londýnské výstavy NY Art Now. Na sochařské výstavě v Münsteru vystavil ve středu starého města plastiku Kiepenkerl (Chlapík s nůší), což byla kopie jednoho z münsterských městských symbolů, pojednaná opět v nerezové oceli.
Časem si Koons otevřel ateliér na manhattanském předměstí SoHo. Každý z více než třiceti jeho asistentů zde měl za úkol pracovat na určité části „výroby“, podobně jako tomu bylo ve studiu Factory Andyho Warhola. Novinář Arifa Akbar ve svém článku pro britský deník The Independent napsal, že v době, kdy nebylo obvyklé vnímat výtvarné umělce jako celebrity, Koons pro pěstování svého veřejného image dělal všechno možné, dokonce s pomocí zvláštního poradce. Do mezinárodních výtvarných časopisů zasílal fotografie sebe sama od Matta Chedgeyho, reklamní články a poskytoval rozhovory, ve kterých o sobě mluvil ve třetí osobě.
Později vytvořil sérii zvětšených hraček z leštěné nerezové oceli, nazvanou Statuary (Sochy). Roku 1988 představil sérii Banality (Banalita), která vyvrcholila třemi porcelánovými sousošími Michaela Jacksona s jeho šimpanzem Bubblesem v životní velikosti, pokrytými plátkovým zlatem. Podle Koonsových skic je vyrobily vybrané řemeslnické dílny v Itálii a Německu. O tři roky později bylo jedno z nich prodáno v aukční síni Sotheby's v New Yorku za 5,6 milionu dolarů a nyní se nachází v sanfranciském Muzeu moderního umění. Sousoší se objevilo také na Koonsově retrospektivní výstavě v Muzeu moderního umění v Oslu v roce 2004, další rok bylo přesunuto do Městského muzea umění v Helsinkách. Vystaveno bylo také na druhé autorově retrospektivní výstavě v Muzeu současného umění v Chicagu v roce 2008.

### Štěně(Puppy)

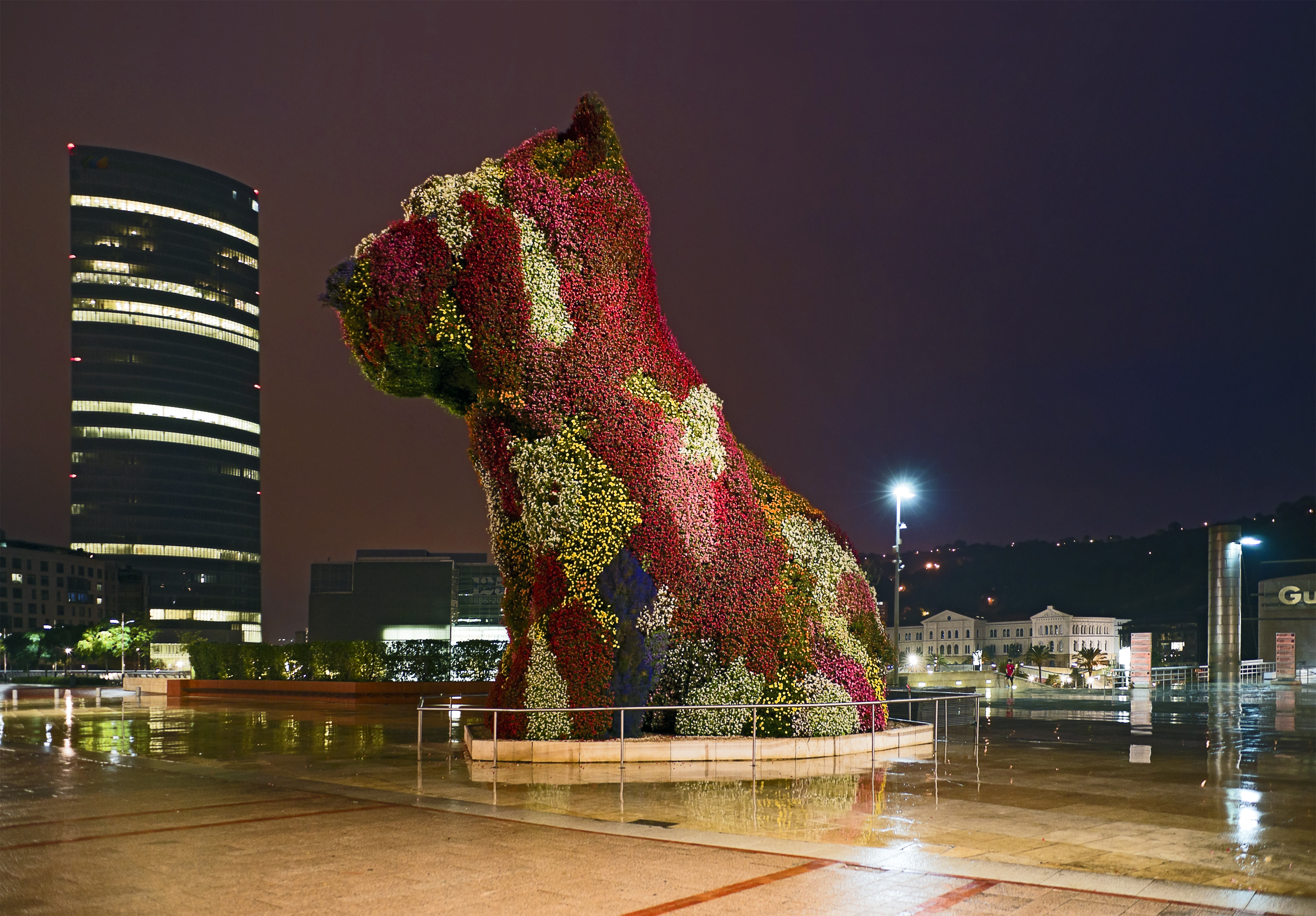
Štěně v Bilbau

V roce 1992 dostal Koons zakázku vytvořit dílo pro výstavu v Bad Arolsen v Německu. Výsledkem byla 12,4 m vysoká socha Štěně, představující westhighlandského bílého teriéra, vytvořená z květin na ocelové konstrukci. Socha byla roku 1995 rozložena a znovu postavena v Muzeu současného umění v Sydney, doplněná o trvanlivější konstrukci z nerezové oceli a vnitřní zavlažovací systém. O dva roky později ji zakoupila Nadace Solomona R. Guggenheima a Štěně se přesunulo na terasu před Guggenheimovým muzeem v Bilbau. V roce 2000 byla socha zapůjčena na krátkodobou výstavu do Rockefellerova centra v New Yorku. Koonsem vyrobenou přesnou kopii bilbajské sochy vlastní mediální magnát Peter Brant a má ji vystavenou na svém pozemku v Connecticutu.
Štěně bylo součástí další série s názvem Celebration (Oslava), na níž Koons pracoval až do roku 1999. Jejím obsahem byly olejomalby a barevné sochy z nerezové ocele, např. kytice, hračky, karnevalové čepice apod. Práce zhotovovali Koonsovi asistenti v ateliéru v SoHo. Umělec byl frustrovaný pomalým postupem prací a vysokými náklady. Proto se v roce 1999 vrátil k jednodušším, převážně skleněným objektům upevňovaným na zeď. Sérii nazval Easyfun (Snadná zábava či Rozptýlení). Námětem jsou stylizovaná zvířata (např. mrož), případně květiny.

### Dílo po roce 2000

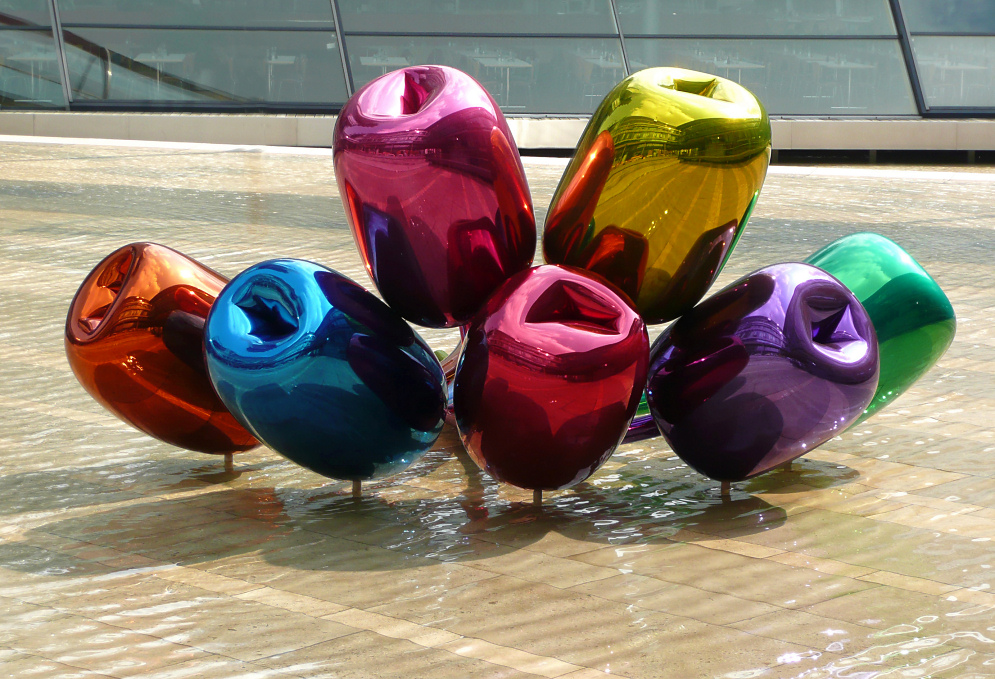
Tulipány

V roce 2001 vznikla série nazvaná Easyfun-Ethereal (Éterické rozptýlení), kde jsou kolážovým způsobem kombinovány obrazy bikin, jídla a krajin, namalované pod Koonsovým dohledem jeho asistenty. Francouzský prezident Jacques Chirac jmenoval Koonse v roce 2002 rytířem Řádu čestné legie. Roku 2003 vystavil v Sonnabend Gallery první výtvory ze série Popeye (Popové oko). V ní se Koons vrátil k nafukovacím hračkám v kombinaci s předměty denní potřeby. Příkladem je objekt Caterpillar Ladder (Stonožčin žebřík), v němž je nafukovací stonožka propletena v hliníkovém žebříku.
V roce 2005 se Koons pustil do další série objektů a maleb, pojmenovaných Hulk podle komiksové postavy a stejnojmenného filmu.
V roce 2006 se Koons objevil v improvizovaném televizním seriálu Artstar, odehrávajícím se v newyorském uměleckém prostředí. Téhož roku také představil Hanging Heart (Visící srdce), 2,7 m vysoké srdce z leštěné oceli. Pět různobarevných exemplářů tohoto díla je součástí série Celebration (Oslava). Rozměrné sochy z této série byly vystaveny na střeše Metropolitního muzea umění v New Yorku v roce 2008.

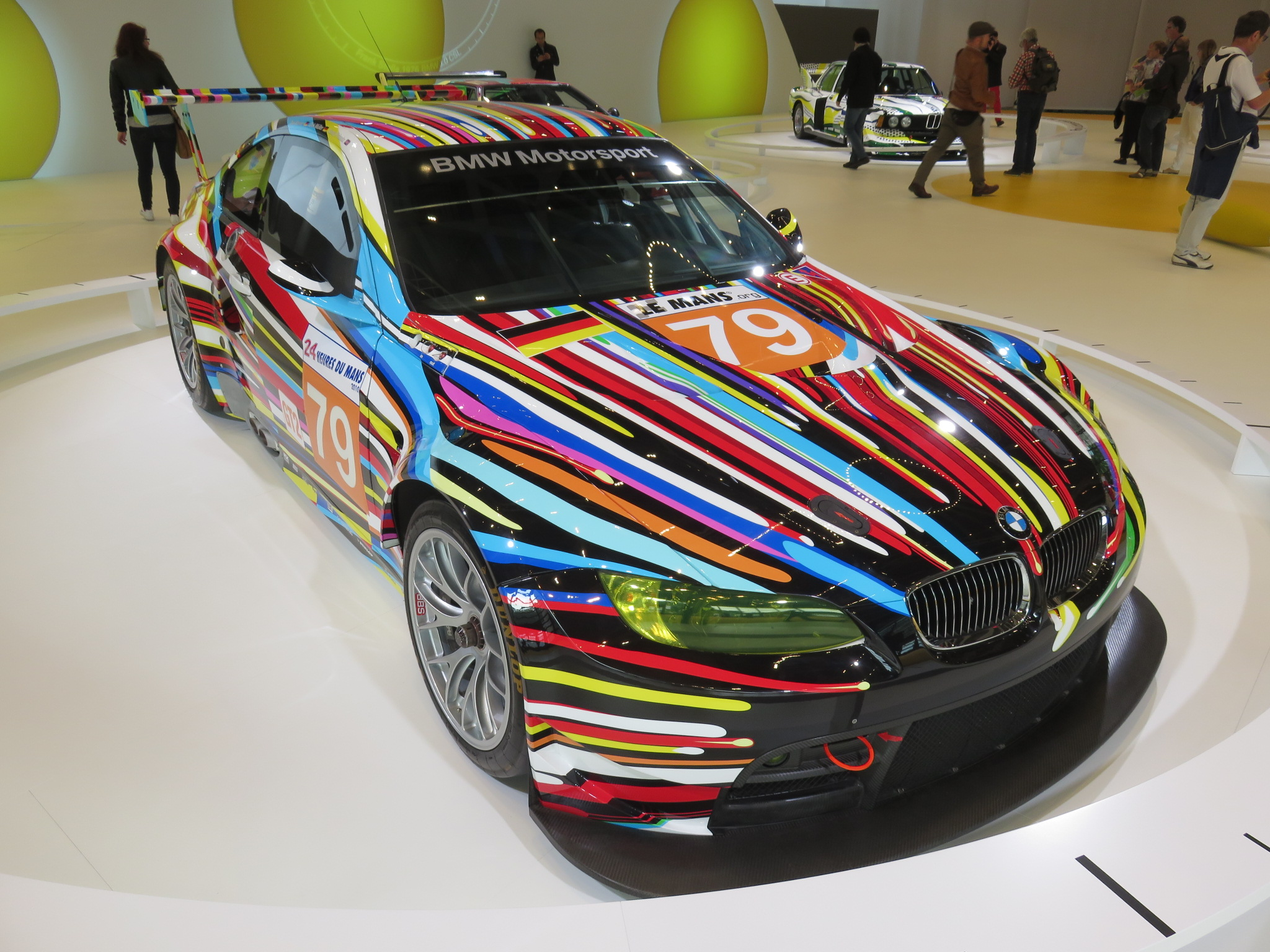
Koonsova výzdoba vozu BMW z roku 2015

 Mezi 15. únorem a 6. březnem 2008 organizoval ve svém ateliéru soukromé prohlídky a výtěžek z nich posílal charitativní organizaci Hereditary Disease Foundation.
Ve dnech 30. dubna – 1. května 2008 se kresba připomínající Tulipánové balonky objevila na hlavní stránce vyhledávače Google.
Za Prasklé vejce (modré) získal roku 2008 cenu Charlese Wollastona za nejvýraznější dílo na letní výstavě Královské akademie. Prezentace souboru sedmnácti Koonsových soch ve Versailles byla vůbec první autorovou retrospektivní výstavou ve Francii a zároveň i první velkou versailleskou přehlídkou současného amerického umění. Podle deníku New York Times se dokonce před branami paláce konala demonstrace, organizovaná málo známým pravicovým uskupením bojujícím za čistotu francouzského umění.
 Jeho retrospektivní výstava, konaná ve dnech 31. března – 21. září 2008 v Muzeu současného umění v Chicagu a hojně prezentovaná v médiích, překonala s více než 86 tisíci návštěvníky rekord v návštěvnosti.

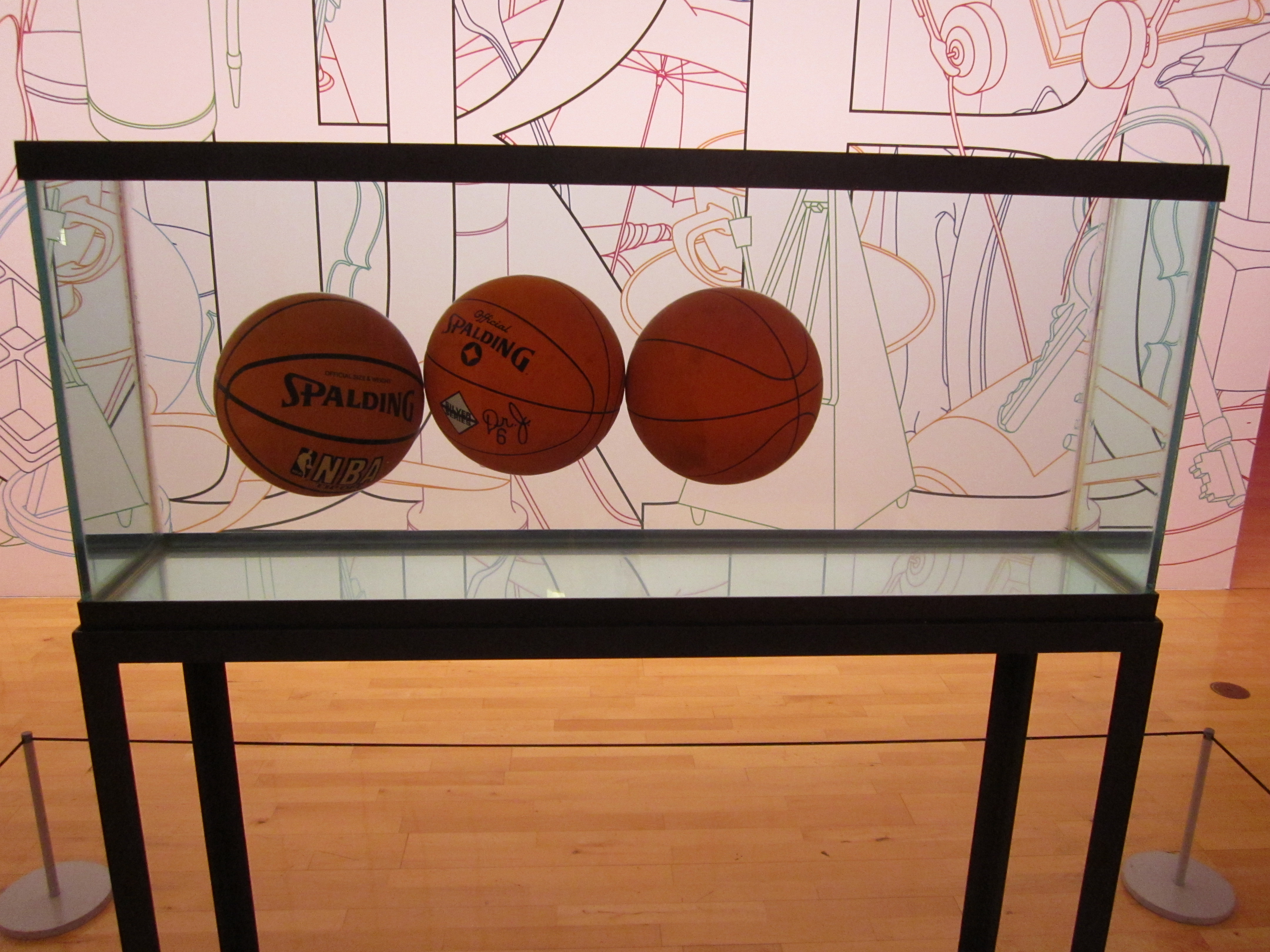
Tři plovoucí míče ze série Equilibrium

 V červnu 2009 měl Koons velkou samostatnou výstavu v Serpentine Galleries v Londýně, kde se objevily například lité hliníkové modely dětských hraček nebo „drsné, realistické malby Pepka námořníka, držícího špenátovou konzervu nebo kouřícího dýmku, s humrem hrozivě se sklánějícím nad jeho hlavou“.
Na začátku 2. desetiletí 21. století se jeho osobnosti dostalo dvojího významného ocenění. Nejprve byl roku 2010 jmenovaný čestným členem Royal Academy of Arts v Londýně a rok nato mu ministryně zahraničních věcí Spojených států amerických Hillary Clintonová udělila státní medaili za umění. V roce 2013 navrhl zpěvačce Lady Gaga obal jejího alba s názvem ARTPOP. Roku 2014 proběhly jeho retrospektivy ve Whitney Museum of American Art a v Centre Georges Pompidou. Součástí té newyorské bylo vystavení obří plastiky Split-Rocker na Rockefeller Center. V roce 2015 byly uspořádány další Koonsovy výstavy v Museo Guggenheim v Bilbau a v Norwichi.
Koonsova práce Christ and the Lamb (Kristus a beránek) z cyklu Banality z roku 1988 byla na podzim 2016 vystavena v Galerii Rudolfinum. Tvořila součást výstavy Film jako umění. Loni v Marienbadu, věnované inspiračním zdrojům a recepci stejnojmenného filmu.
V roce 2015 byla v galerii Gagosian představena série Gazing Ball, což jsou kopie  35 obrazů slavných malířů jako jsou Tizian, El Greco, Rembrandt, Manet. V každém obraze je zasazena  modrá zrcadlová, ručně foukaná skleněná koule, ve které se  odráží divák i okolí. Spojuje malířství, sochařství a architekturu za účelem znásobení smyslového zážitku. Obdobně Koons použil skleněné koule ve spojení s antickými sochami nebo běžnými užitkovými předměty, jako jsou  poštovní schránky nebo pítka a koupátka pro ptáky.
V roce 2019 vznikla 12 metrů vysoká socha Kytice tulipánů  na náměstí Place de Tokyo v Paříži.  Dílo je vyrobeno z bronzu, nerezové oceli a hliníku a připomíná oběti útoku na redakci  Charlie Hebdo  v roce  2015 . V květnu 2019 byla Koonsova socha Králíka vydražena v New Yorku  za 91,1 milionu dolarů, což byl nový rekord za dílo žijícího umělce.

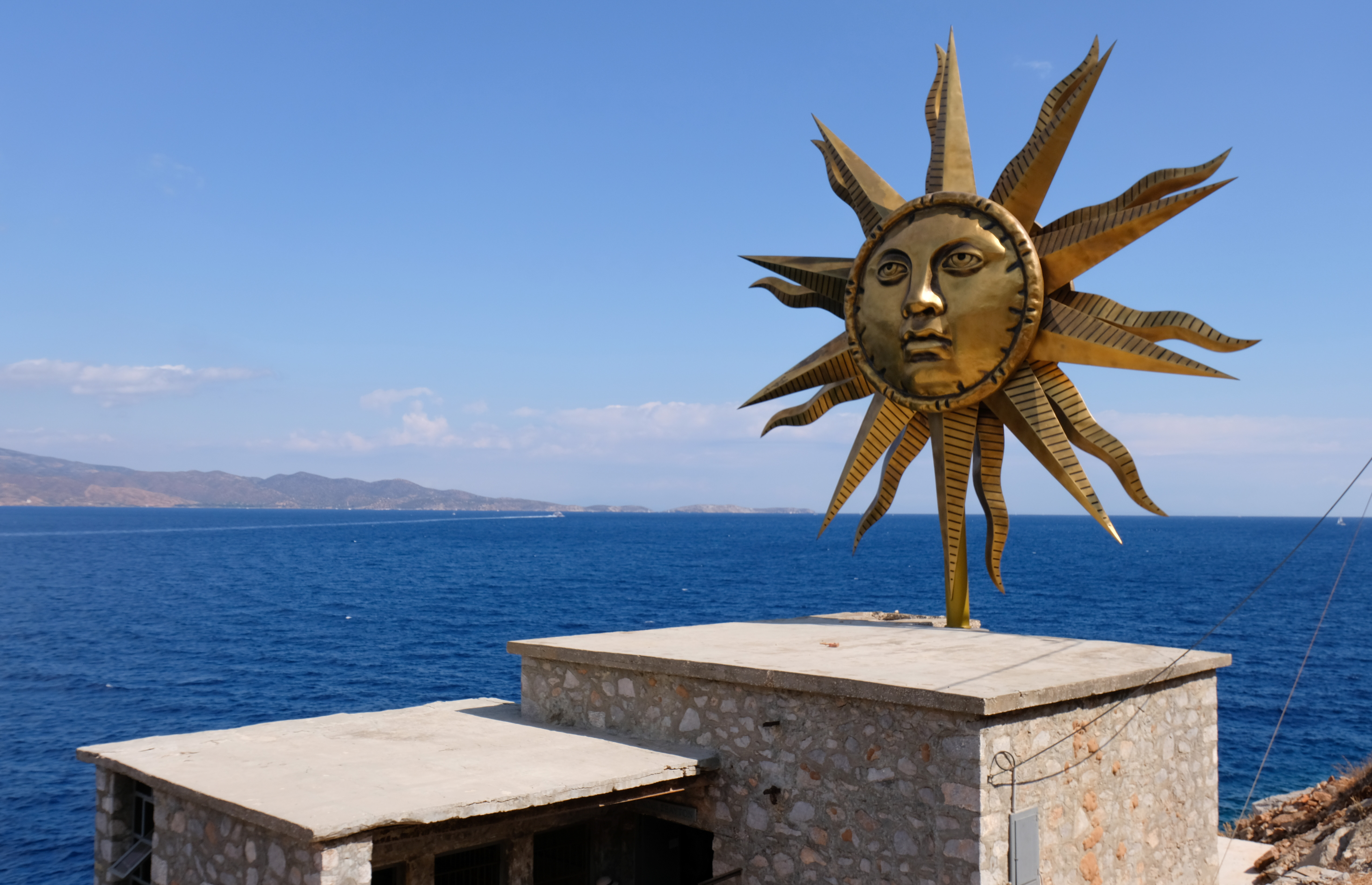
Apollo, instalace Jeffa Koonse na ostrově Hydra (2022)

V roce 2022, na pozvání Deste Foundation, Koons představil  instalaci Apollo v přístavním městě řeckého ostrova Hydra: na střeše starých jatek rotuje  9 metrů velká sluneční socha, dalším venkovním objektem je zrcadlově  leštěná koule na kovovém stativu. Uvnitř budovy je vystavena  2 metry vysoká  polychromovaná socha boha Apollóna, jejíž originál je v Britském muzeu. Koonsovu verzi  interiéru dekorovali jeho zaměstnanci v podobné barevnosti,  jaká byla podle nedávných zjištění obvyklá ve starověku. Součástí instalace  jsou tenisky Nike a pět zavěšených, různě tvarovaných objektů představujících Platónova pevná tělesa.
V roce 2021 Koons navázal spolupráci s americkou galerií Pace, která se stala výhradním zástupcem jeho děl po celém světě.  Nový projekt Moon Phases (Měsíční fáze) se soustředí na Měsíc jako symbol lidské zvědavosti a touhy proniknout do vesmíru. Obsahuje 125  děl, z nichž každé se skládá ze tří komponent:  socha z nerezové oceli, která zůstane na Zemi, miniaturní sochy, která budou trvale instalovány na Měsíci,  a k nim příslušný NFT s obrázky uměleckého díla na Měsíci a dalšími snímky.  
Od listopadu 2021 do března 2022 se v Dauhá konala Koonsova první výstava v oblasti Perského zálivu. Velká retrospektivní výstava Lost in America představila více než šedesát uměleckých děl vytvořených během čtyřiceti let Koonsovy umělecké kariéry.  V roce 2022 pro Katarské muzeum vytvořil instalaci Nafukovací Dugong,  která je umístěna v parku v parku Al Masrah v Dauhá.  Monumentální socha dugonga ležícího na mořské  vlně, vyrobená z polychromované zrcadlově leštěné nerezové oceli, je dlouhá přes 32 metrů a  vysoká 24 metrů. 
V roce 2023 natočil italský režisér Corsicato celovečerní dokumentární film Jeff Koons – intimní portrét. 

## Charakteristika tvorby
Koons byl původně inspirován pop-artovými pracemi umělců šedesátých let. Postupně se začal zajímat o vliv konzumu na moderní společnost. 

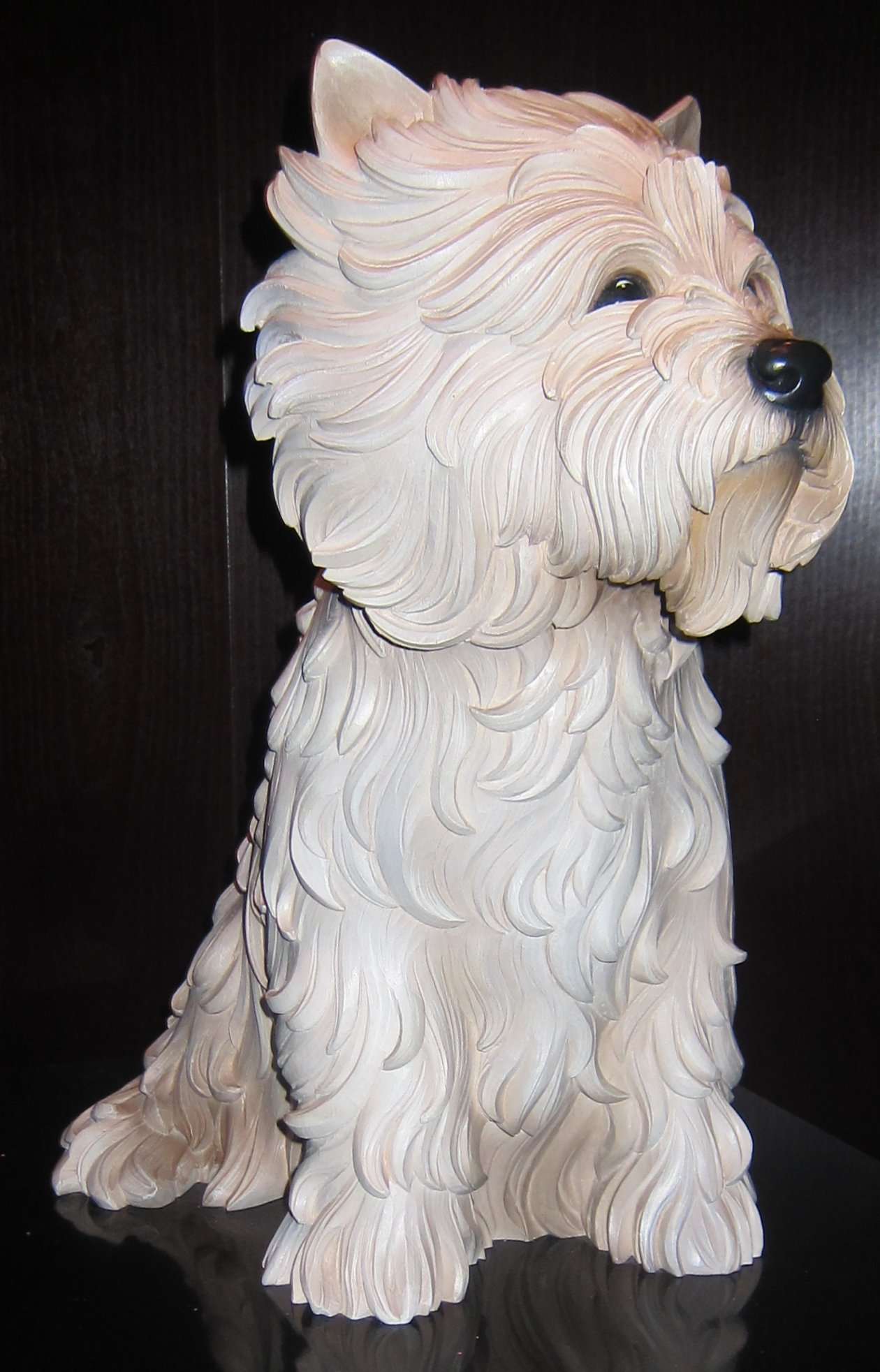
Bílý teriér z roku 1988

 Jeho dílo ze začátku osmdesátých let, napodobující obrazový svět reklamy, tvoří často výrobky pro domácnost, jako jsou vysavače, jež pod názvem The New v roce 1980 vystavoval v New Museum of Contemporary Art v New Yorku, nebo basketbalové míče ponořené v akváriích ze série Equilibrium z roku 1985. Tyto práce jsou příklady konceptuálního umění. To – zjednodušeně – tvrdí, že tvůrcova koncepce či záměr tvoří podstatu uměleckého díla více, než tradiční náhled na dílo optikou estetiky a kvality technického zpracování. Koonsovi je rovněž blízký Duchampův přístup k umění vytvářením tzv. ready-made. Příkladem je Duchampův pisoár, který pod názvem Fontána vystavil v roce 1917. V tomto myšlenkovém okruhu se pohyboval i dadaismus.
Od konce 80. let se začal Koons zabývat zkoumáním, co je veřejností ještě akceptovatelné jako téma v umění. Nejproblematičtější výtvory v této oblasti jsou některé plastiky a fotografie ze série Made in Heaven, znázorňující jeho samotného s manželkou Ilonou Staller v explicitně sexuálních pozicích. Koons tak napadal obvyklé definice tzv. dobrého nebo špatného vkusu, které se liší i podle sociálního zakotvení diváka. Sérií Made in Heaven nastolil otázku, co lze ještě považovat za umělecké dílo.
Kurátory a uměleckými sběrateli je jeho tvorba označována za neo-pop nebo post-pop, od 80. let 20. století reagující především na předcházející minimalismus a konceptualismus. Svým povýšením kýče mezi vysoké umění vyvolal Koons velmi kontroverzní reakce. Autor sám však jakékoli pokusy o kategorizaci svého díla odmítá a především popírá, že by jeho práce měly jakýkoli skrytý význam.

## Soukromý život
Během studií na Maryland Institute College of Art se Koons stal otcem dcery Shannon Rodgersové. Jeho přítelkyně dala dítě k adopci bez jeho vědomí. Koons se s dcerou setkal až v roce 1995 a od té doby jsou  v kontaktu. 

### Koons a Ilona Staller
Koonse přitahovala pornoherečka maďarského původu Ilona Staller, známá jako Cicciolina. Její fotografie použil již v sérii Banality. Roku 1989 se s ní seznámil na jedné diskotéce v Miláně, navázal s ní známost a v roce 1991 se s ní v Budapešti oženil. Pár se usadil v Mnichově, aby mohl Koons osobně dohlížet na výrobu svých artefaktů v evropských dílnách. Staller kromě toho v letech 1987–1992 působila v italském parlamentu za stranu zelených. Koons v roce 1991 dokončil sérii obrazů, fotografií a plastik nazvanou Made in Heaven (Vyrobeno v nebi), jež zobrazovala pár v různých sexuálních polohách. Byla vystavena na Benátském bienále, v New Yorku a galerii Maxe Hetzlera v Kolíně nad Rýnem, vyvolala ale kontroverzní reakce. Společný syn Ludwig se narodil roku 1992, manželství se ale brzy poté rozpadlo. V roce 1993 už oba manželé žili odděleně a o rok později se rozvedli. Ačkoli se rodiče dohodli na společné péči, Staller se synem utekla z New Yorku do Říma. To vyvolalo vleklý soudní spor. Navzdory tomu, že americký soud v roce 1998 svěřil syna do péče jeho otci, zůstal Ludwig s matkou. V roce 2008 Stallerová Koonse zažalovala za neplnění vyživovací povinnosti.  S již dospělým synem se Koons pravidelně vídá.

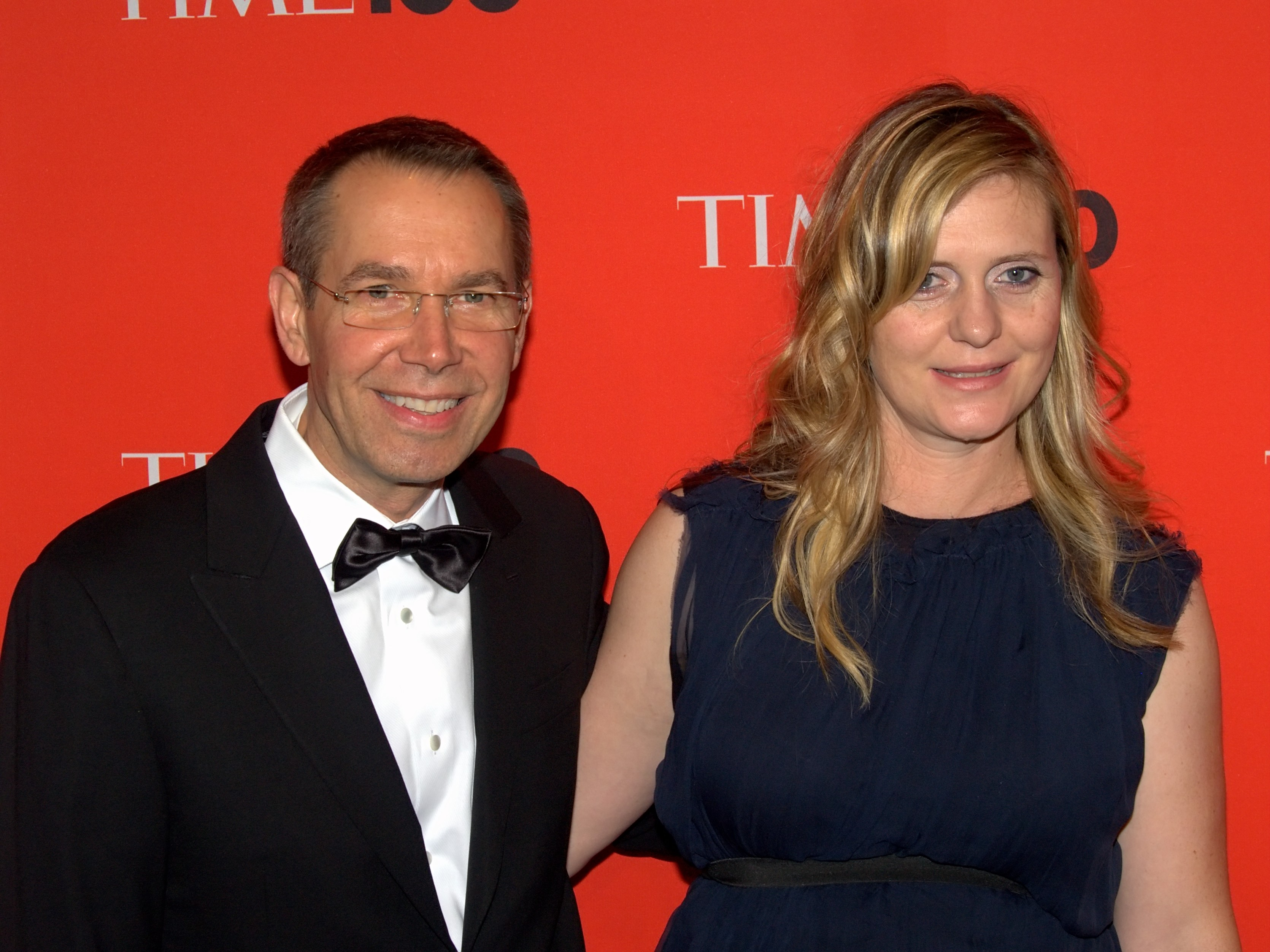
Jeff Koons s manželkou Justine (2010)

### Manželství s Justine
Koons se později oženil s Justine Wheelerovou, umělkyní původem z Jihoafrické republiky,  s níž se seznámil  v roce 1995  během její návštěvy New Yorku. Mají šest dětí (5 synů a 1 dceru),  rodina žije v městském domě na Upper East Side v New Yorku.  Hodně času tráví  na farmě v Pensylvánii, která původně patřila Koonsovým prarodičům.